# Jean-Claude Brou
Jean-Claude Kassi Brou (1953) es un político y economista marfileño. Es el presidente de la Comisión de la Comunidad Económica de Estados de África Occidental (CEDEAO) desde marzo de 2018. Anteriormente se desempeñó como Ministro de Industria y Minas de Costa de Marfil entre noviembre de 2012 y marzo de 2018.

## Biografía
Brou nació en 1953. En 1976 se licenció en economía en la Universidad Nacional de Costa de Marfil. Se trasladó a Estados Unidos donde estudió en la Universidad de Cincinnati, donde obtuvo una maestría en economía en 1979, un MBA en finanzas en 1980 y un doctorado en economía en 1982.  Trabajó como profesor de economía en la misma universidad entre 1981 y 1982. Se incorporó al Fondo Monetario Internacional en 1982. Trabajó como economista y economista senior en varios países africanos. De 1990 a 1991 fue el representante residente del FMI en Senegal.
Posteriormente regresó a Costa de Marfil, donde ejerció como Asesor Económico y Financiero del Primer Ministro de 1991 a 1995. Posteriormente fue nombrado Jefe de Gabinete del Primer Ministro Daniel Kablan Duncan, cargo que ocupó hasta 1999. En este período también fue jefe del comité de privatización, durante el cual se privatizaron 70 empresas estatales.  Brou trabajó para el Banco Central de los Estados de África Occidental entre 2000 y 2008. Desde 2010 hasta 2012 fue representante del Banco Mundial para Chad.  En noviembre de 2012 fue nombrado ministro de Industria y Minas en el gobierno del presidente Alassane Ouattara, puesto que asumió hasta 2018 cuando se incorporó a la CEDEAO.
El 16 de diciembre de 2017, durante el 52 ° período ordinario de sesiones de la Autoridad de Jefes de Estado y de Gobierno de la Comunidad Económica de los Estados de África Occidental (CEDEAO), fue nombrado Presidente de la Comisión de la CEDEAO en Costa de Marfil puesto que asumió en 2018 por un periodo de cuatro años. Sustituyó oficialmente a Marcel Alain de Souza el 1 de marzo de 2018.